# Tréon
Tréon település Franciaországban, Eure-et-Loir megyében. Lakosainak száma 1448 fő (2022. január 1.). Tréon Aunay-sous-Crécy, Le Boullay-les-Deux-Églises, Crécy-Couvé, Garancières-en-Drouais, Garnay és Marville-Moutiers-Brûlé községekkel határos.

## Népesség
A település népessége az elmúlt években az alábbi módon változott:
| Lakosok száma | 551  | 898  | 1179 | 1284 | 1365 | 1384 | 1403 | 1422 | 1420 | 1448 |
|               | 1968 | 1982 | 1990 | 2006 | 2013 | 2015 | 2017 | 2019 | 2020 | 2022 |